# Les Joueurs d'échecs (Duchamp)
Pour les articles homonymes, voir Les Joueurs d'échecs.
Les Joueurs d'échecs est un tableau peint par Marcel Duchamp en 1911. Cette huile sur toile cubiste représente les frères de l'artiste Jacques Villon et Raymond Duchamp-Villon engagés dans une partie d'échecs. Elle est conservée au musée national d'Art moderne, à Paris.

## Expositions
- Le Cubisme, 1907-1914, musée national d'Art moderne, Paris, 1953.
- Le Cubisme, Centre national d'art et de culture Georges-Pompidou, Paris, 2018-2019.